# Norton (Kansas)
Norton település az Amerikai Egyesült Államok Kansas államában, Norton megyében, melynek megyeszékhelye is. Lakosainak száma 2747 fő (2020. április 1.).

## Népesség
A település népességének változása:

| 2010 | 2 928 |
| 2020 | 2 747 |